# خربة السر
خربة السر او خربة سيران hirbet es-Sar هو موقع أثري في الأردن . تقع في الضاحية الغربية لمدينة عمّان الحديثة، على حافة هضبة (972 م فوق سطح البحر).  وفي قاعدة بيانات ميجا الأردنية، التي تخزن معلومات عن المواقع الموجودة في الأردن، يمكن العثور على خربة السار تحت الرقم 11304 (as Sarah) و3007 (as Kh. Sar). 
الاسم الأصلي غير معروف، ويربطها بعض العلماء بالمدينة القديمة يزير ، والتي ورد ذكرها عدة مرات في الكتاب المقدس العبري وفي سفر المكابيين الأول.
تقع خربة السر على الطريق الذي يربط وادي الأردن برباط عمون، فيلادلفيا اليونانية الرومانية (عمان الحديثة).

## البحث الأثري
تم ذكر الموقع لأول مرة بواسطة سيلاه ميريل عام 1881، وأشار إليه مسافرون آخرون في أواخر القرن التاسع عشر وأوائل القرن العشرين أيضًا. في عام 2000، قام تشانج هو سي جي من جامعة لا سييرا في كاليفورنيا بإدراج خربة السار في مشروع المسح الخاص به. وقد حدد مبنى مربعًا به فناء، كان يُعتقد أنه قصر ، والعديد من المجمعات المعمارية الأخرى.  ومع ذلك، لم يتم إجراء أي حفريات أو استطلاع شامل. 

### التنقيب والبحوث
منذ عام 2018، يتم إجراء البحوث في خربة السار من قبل بعثة من المركز البولندي لآثار البحر الأبيض المتوسط من جامعة وارسو ، بقيادة البروفيسور جولانتا ميليناركزيك والدكتور ماريوس بورداجيفيتش من معهد الآثار بجامعة وارسو بالتعاون مع دائرة الآثار الأردنية.
سبقت عمليات التنقيب الأولى على الإطلاق في الموقع أبحاث مسحية: تم مسح المنطقة بأكملها باستخدام طريقة المقاومة الكهربائية، وتم توثيق جميع الأشياء المعمارية المرئية على السطح. تم تصحيح تفسير المجمع الموصوف سابقًا باسم القصر - تشير الأبحاث الحالية إلى أنه كان مجمع للمعبد. كانت جدران البناء المربع مبنية من كتل حجرية كبيرة يبلغ طولها 20 متراً. تم بناء المعبد في القرن السابع قبل الميلاد. وقد أضيف إليه لاحقًا فناء مستطيل الشكل به صفان من الأروقة الحجرية الجيرية.
كشف التنقيب الجيوفيزيائي عن وجود العديد من جدران المباني تحت السطح. تم إنشاء أول خريطة كاملة للمكان، التي كانت ممتلة بالحياة من العصر الحديدي إلى العصور الوسطى، على هذا الأساس. كما تم التعرف على قطع فخارية من فترات مختلفة، حوالي 80% منها تنتمي إلى الفخار المملوكي المرسوم.

## انظر ايضا
خربة سيران